# Office International d'Hygiène Publique
L'Office International d'Hygiène Publique (OIHP, Oficina Internacional d'Higiene Pública) va ser un organisme internacional públic de salut pública amb seu a París, fundat el 1907 i dissolt l'any 1947 quan va fusionar amb l'Organització Mundial de la Salut.

## Història
L'OIHP, tot i ser fundada a Roma el 9 de desembre del 1907 per un acord internacional signat pels governs del Regne Unit, Bèlgica, el Brasil, Espanya, els Estats Units d'Amèrica, França, Itàlia, els Països Baixos, Portugal, Rússia, Suïssa i Egipte, establert la seva seu va tenir la seva seu al Bulevard Saint-Germain, París, a partir del 1909. L'any 1933, l'OIHP tenia 51 parts contractants a més de les 12 estats fundadors.
Després de la Primera Guerra Mundial, el Tractat de Versalles establert la Societat de Nacions (SdN) amb una Organització Sanitaria propia. Si bé, formalment, l'OIHP formava part de l'Organització Sanitaria de la SdN com a Consell General Consultatiu de Salut, el període dels anys 1920-1930 es va caracteritzar per una oposició reiterada, una competència amarga i un conflicte latent entre l'OIHP i la SdN, però també amb Organització Panamericana de la Salut o la Creu Roja.
Aquesta organització va detenir les seves activitats amb l'arribada de la Segona Guerra Mundial, i es va dissoldre el 22 de juliol del 1946. Poc després, la Societat de Nacions va deixar d'existir, i la seva Organització Sanitaria va passar a ser controlada per una Comissió Interina de l'Organització Mundial de la Salut per una resolució de l'Assemblea General de l'ONU del 14 de desembre del 1946.
Tot i això, el seu servei d'epidemiologia, previst per ser incorporat a la Comissió Interina de l'Organització Mundial de la Salut l'1 de gener del 1947, va continuar funcionant fins a l'any 1948.

## Atribucions
Responsable inicialment del seguiment i lluita contra les pandèmies de pesta, de còlera i de febre groga i en particular les qüestions internacionals relatives a la quarantena de ports i vaixells, l'OIHP va anar ampliant progressivament el seu mandat a altres malalties com la tuberculosi, a verola, el tifus, la grip espanyola, però també amb temes com les traumas i lesions relacionades amb la Primera Guerra Mundial, mesures d'higiene per als professionals de la salut, les polítiques de fiscalització de l'opi, cànnabis i altres estupefaents, i la compilació d'estudis epidemiològics i la seva comunicació als estats, etc.
El Bulletin de l'OIHP, publicat mensualment fins a l'any 1946, va ser un referent clau de la salut pública internacional en la primera meitat del segle XX. Encara que a un ritme reduït, el Butlletí es va continuar publicant durant la primera i la segona guerra mundial. Li succeeix el Butlletí de l'OMS.